# Mario Fayos
Mario Guinemar Fayos Romero (ur. 2 lutego 1927 w Montevideo) – urugwajski lekkoatleta specjalizujący się w biegach sprinterskich, uczestnik letnich igrzysk olimpijskich w Londynie (1948).
Podczas olimpiady startował w trzech konkurencjach sprinterskich: w biegu na 100 i 200 metrów oraz w sztafecie 4 × 100 metrów. Najlepiej zaprezentował się w biegu na 100 metrów, zwyciężając w jednej z rund kwalifikacyjnych i zdobywając awans do ćwierćfinału. Zajął w nim 5. miejsce i odpadł z dalszej rywalizacji. W pozostałych dwóch konkurencjach odpadł w rundach kwalifikacyjnych.
W 1949 r. zdobył w Limie dwa medale mistrzostw Ameryki Południowej: złoty (w biegu na 200 metrów) oraz brązowy (w biegu na 100 metrów).
Rekordy życiowe:
- bieg na 100 metrów – 10,3 (1949)
- bieg na 200 metrów - 21,7 (1949)